# 喃那宋

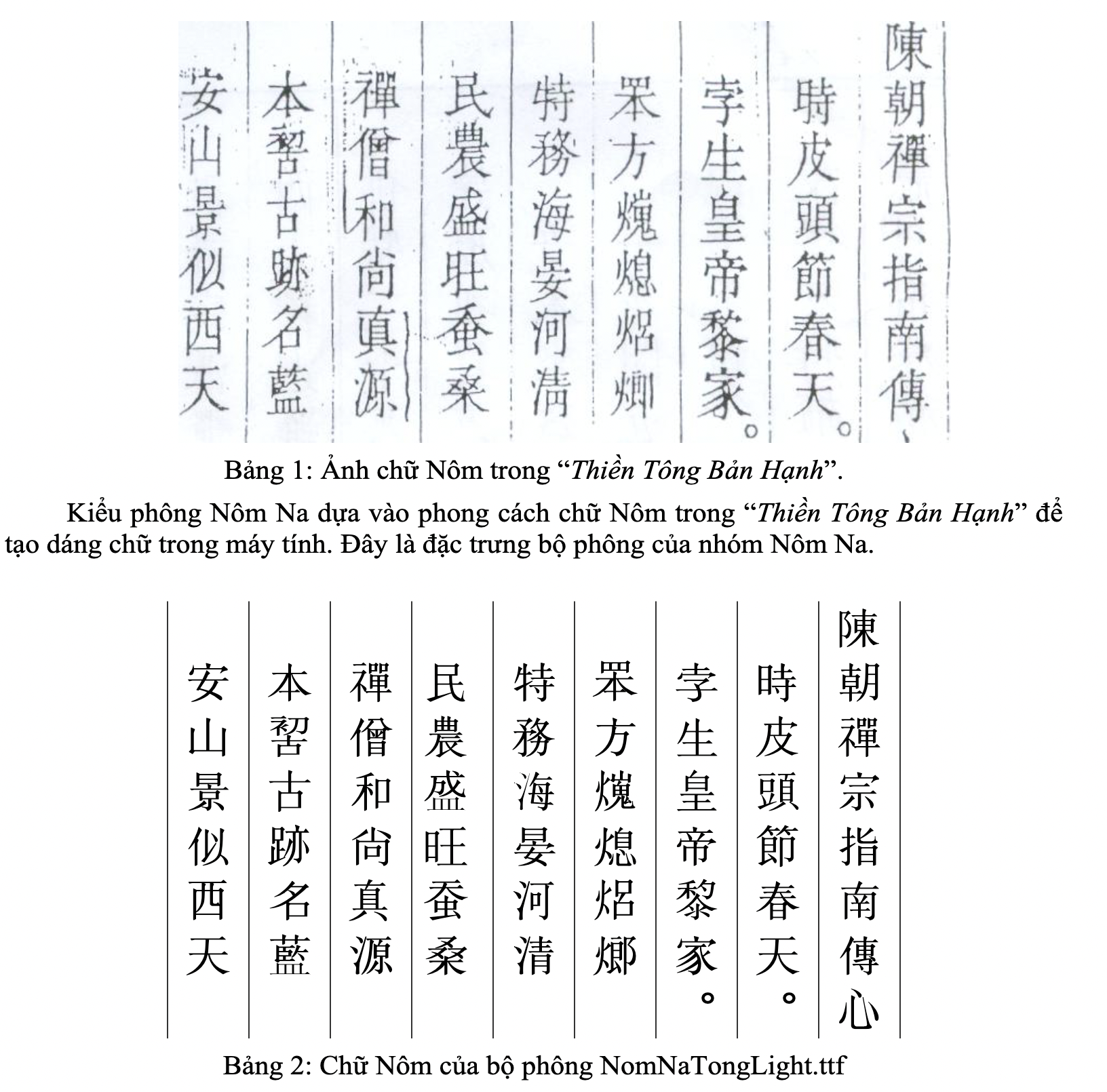
喃那宋與其聲稱的來源書籍的字形對比

喃那宋是喃遗产保存会开发的喃字宋体字体，旨在向 Unicode 提供编码越南汉喃文字的参考样例，同时促进对汉喃文遗产的保护。该字体目前包含超过26,000个字形，形体上模仿古代刻本字形（主要參考《禪宗本行》(Thiền Tông Bản Hạnh)一書所用刻本字形，但不完全一致）。早期提交字形有较多讹误，后随着更新修正。随着喃遗产保存会于2018年底解散，该字体转为一个开源项目，致力于保护汉喃文的社区继续对其进行维护和扩展。